# Дзуйкаку
Дзуйкаку (яп. 翔鶴)  — японський важкий авіаносець часів Другої світової війни, тип «Сьокаку». Це один з найбільш значущих кораблів в історії Імперського флоту Японії. Під час Другої світової авіаносець брав участь у всіх великих боях проти американців. У перекладі з японської мови його назва звучить, як «Везучий журавель».

## Історія створення
«Дзуйкаку» — другий авіаносець «типу Сьокаку», був закладений у жовтні 1938 році м. Кобе та спущений на воду 27 листопада 1939 року, в експлуатацію корабель був введений тільки на початку осені 1941 року. В 1943 році пройшов модернізацію, яка включала модернізацію ППО. Також на кораблі були розміщені дві радіолокаційні станції для пошуку повітряних та надводних цілей.
«Дзуйкаку» за зовнішнім виглядом не відрізнялися від прототипу («Сьокаку»), але значно перевершував його розмірами. Додаткові 10000 т. водотоннажності пішли на введення броньового захисту (броньовий пояс по ватерлінії товщиною до 215 мм, броньова палуба над життєво важливими об'єктами до 170 мм), підвищення борту на цілу палубу, зміцнення корпусу й польотної палуби, розвинений протиторпедний захист (їх ПТЗ відповідав захисту сучасних їм японських важких крейсерів, які в роки війни показали дивовижну живучість, витримуючи влучання 4-5 торпед), посилення літакового та зенітного озброєння. Авіаносці типу «Сьокаку» вийшли настільки вдалими, що фахівці порівнювали їх з американськими авіаносцями типу «Ессекс», закладеними на чотири роки пізніше.
Були й недоліки: польотна палуба була без броні, вона була обшита тільки деревом. До того ж японці, в прагненні прискорити обслуговування літаків у бою, розташували пости заправки літаків бензином і підвіски зброї не тільки на польотній палубі, а й в обох ангарах. Зручно для заправки, але невдало з погляду безпеки, були розташовані й цистерни з авіабензину — при порушенні герметичності пари бензину поширювалися по всьому кораблю. У цьому бажання мати тактичну перевагу взяло гору над міркуваннями про пожежну безпеку корабля. Все це призвело до необхідності модернізацій вже у воєнний час.
На грудень 1941 авіагрупа «Дзуйкаку» складалася з 18 винищувачів «Mitsubishi A6M Zero», 27 пікіруючих бомбардувальників «Aichi D3A», 27 торпедоносців-бомбардувальників «Nakajima B5N».

## Бойове застосування
«Дзуйкаку» був введений до складу флоту у вересні 1941 року. Він приєднався до корабля «Сьокаку» в 5-й дивізії авіаносців, і вони діяли разом протягом трьох років. Під час нападу на Перл-Гарбор через недосвідченість екіпажі цих авіаносців взяли участь тільки у вирішенні другорядних завдань. Але вже під час рейду в Індійський океан екіпажі були достатньо вишколені. Потім кораблі вийшли зі складу основних авіаносних сил та вирушили до острова Трук, звідки прикривали вторгнення в Порт-Морсбі.
Під час битви в Кораловому морі 5-та дивізія авіаносців здобула тактичну перемогу, втративши легкий авіаносець «Сьохо», але потопивши авіаносець «Лексінгтон». Японські авіаносці витратили багато часу та сил, щоб потопити есмінець та танкер, які вони прийняли за крейсер та авіаносець. Групі з 24 літаків B5N Кейт та 36 бомбардувальників D3A «Вел» не вдалось прорвати оборону американських авіаносців, а 8 травня вже американці не змогли знайти «Дзуйкаку». Корабель вцілів, але втратив багато підготовлених екіпажів і був змушений у супроводі пошкодженого «Сьокаку» повернутись до Японії для відновлення авіагрупи. Внаслідок цього 5-та дивізія пропустила битву за Мідвей, а через місяць вона увійшла до складу оновленої 1-ї дивізії авіаносців, яка наступного місяця вирушила до Соломонових островів, щоб кинути виклик американській військовій присутності на Гуадалканалі. При цьому жоден з авіаносців дивізії не був повністю укомплектований літаками.
У битві біля східних Соломонових островів 24 серпня 1942 року «Дзуйкаку» ціною значних втрат завдав пошкоджень авіаносцю «Ентерпрайз».
Після битви біля островів Санта-Крус у діях авіаугруповань з обох сторін настало тривале затишшя. Американцям бракувало кораблів цього класу, доки не стали масово надходити великі авіаносці типу «Ессекс» та легкі авіаносці типу «Індепенденс». У той же час у японців була гостра нестача підготовлених льотчиків, тому вони намагались не ризикувати своїми нечисельними авіаносцями та не задіяли їх в активних бойових операціях. «Дзуйкаку» у складі 1-ї дивізії авіаносців базувався почергово на Чуук та Куре, де проходив планові ремонти та модернізацію.
У травні 1943 року авіаносець взяв участь у перекиданні літаків в Рабаул. Разом з літаками були відправлені й досвідчені льотчики 1-ї дивізії авіаносців, багато з яких загинули в подальших боях. Вони взяли участь в «Операції А» (I-GO) — спробі перехопити ініціативу в повітряній битві над Соломоновими островами. Тактика використання авіагруп авіаносців зі звичайних аеродромів завдяки хорошій підготовці льотчиків давала непоганий ефект, але постійно призводила до зниження боєздатності флоту.
У червні 1944 року «Дзуйкаку» серйозно постраждав у битві у Філіппінському морі, проте екіпаж зумів загасити пожежу, яка загрожувала знищенням корабля.
Згодом паливні цистерни «Дзуйкаку» ззовні залили бетоном, щоб усунути повітря з простору, що їх оточував. У жовтні 1944 року «Дзуйкаку» увійшов до складу 3-ї дивізії авіаносців та брав участь у маневрах з відволікання уваги американських кораблів, які підтримували висадку десанту в затоці Лейте. 24 жовтня «Дзуйкаку» завдав останнього удару по ворогу. Усі літаки, які брали участь у ньому, були збиті, а вже наступного дня американські льотчики потопили всі чотири японські авіаносці в битві біля мису Енганьо. «Дзуйкаку» став головною мішенню атаки американців: його накрили двома послідовними хвилями атакуючих літаків. Спочатку в нього влучила торпеда, а потім — шість чи сім бомб. Пошкодження були занадто серйозні, і незабаром «Дзуйкаку» пішов на дно.

## Галерея

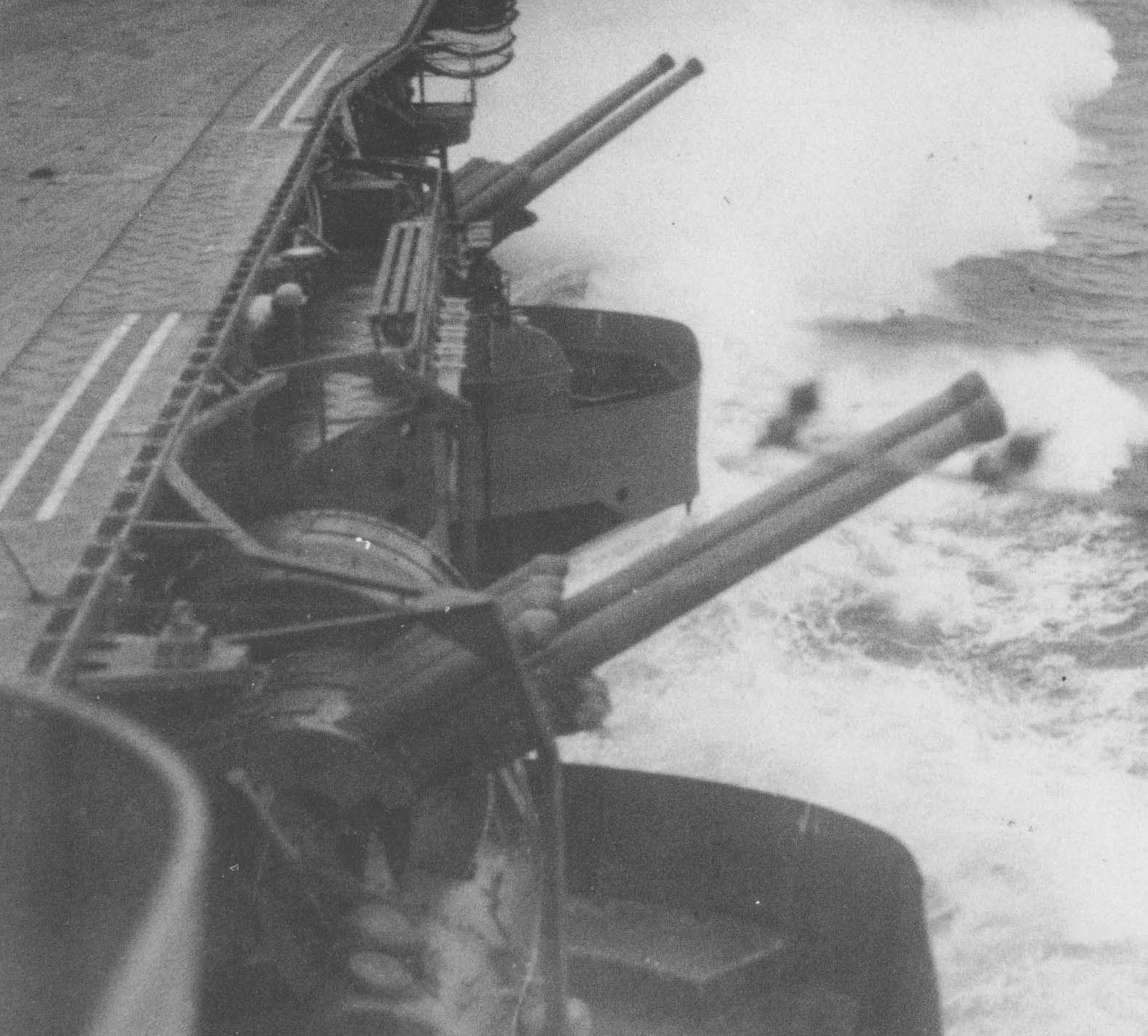
127-мм спарені зенітні установки авіаносця «Дзуйкаку».
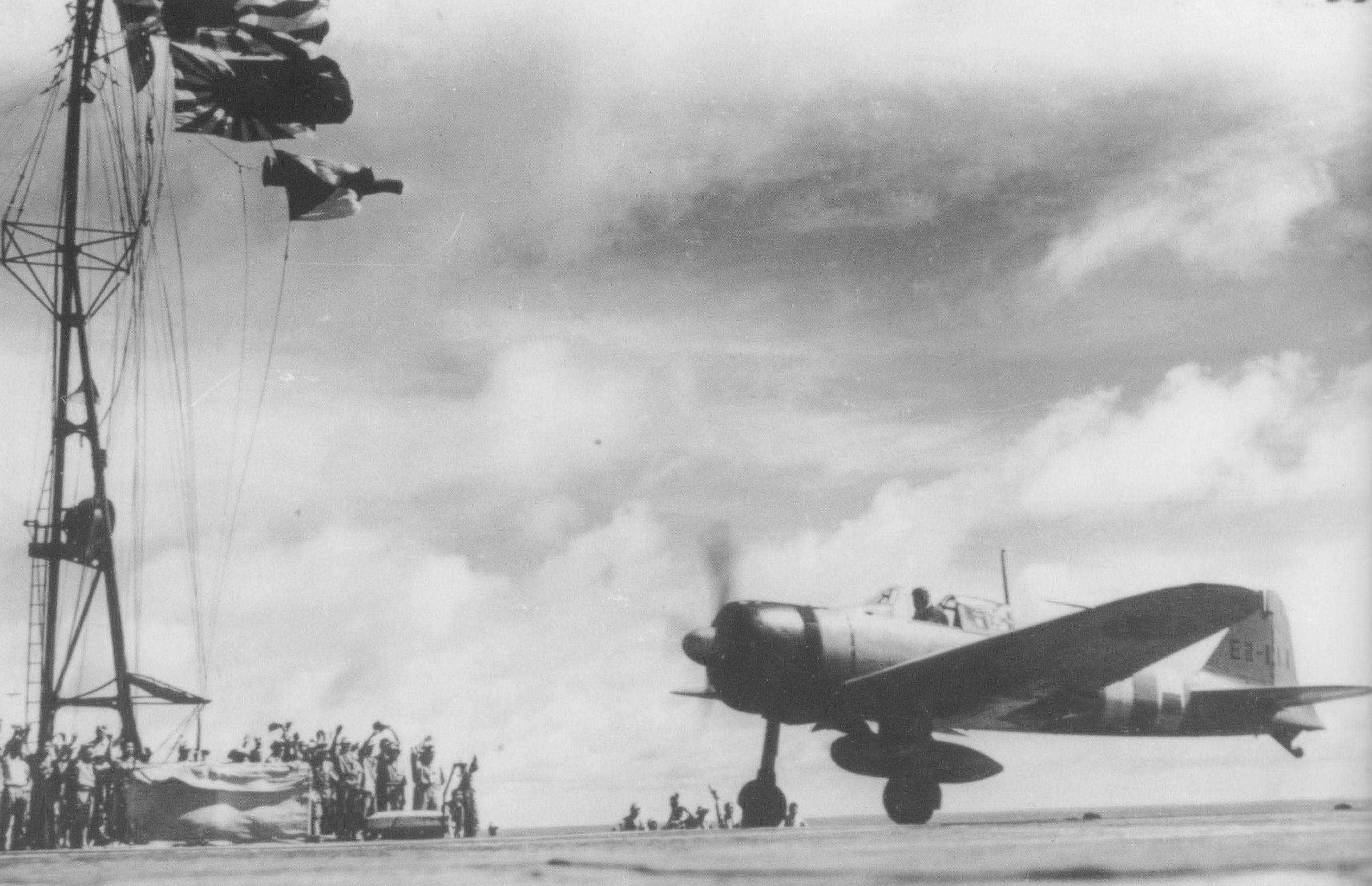
Винищувач A6M «Зеро» здійснює посадку на палубу авіаносця «Дзуйкаку» після атаки Перл-Гарбора. 8 грудня 1941 року.
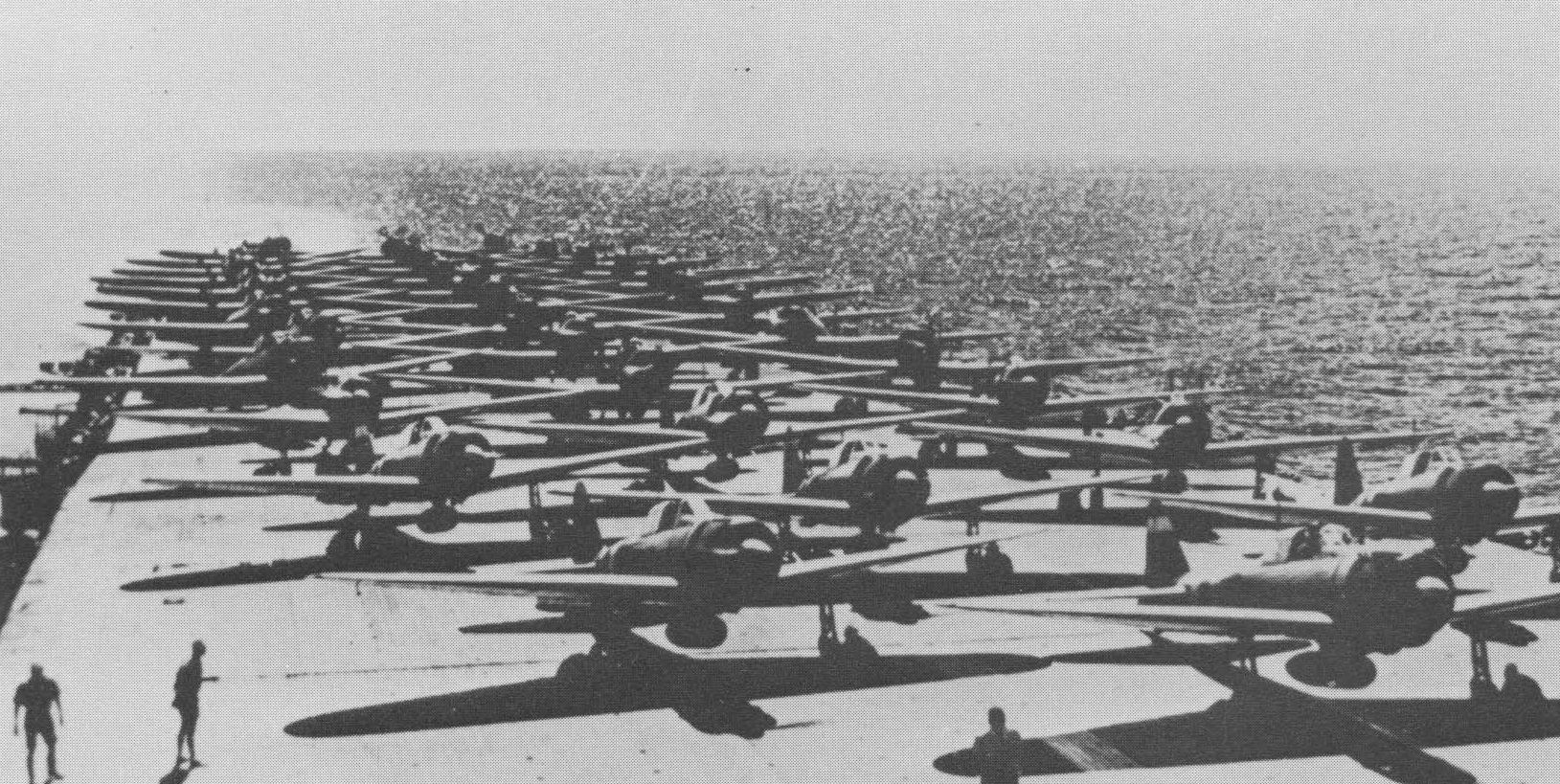
Літаки на палубі авіаносця «Дзуйкаку» під час рейду в Індійський океан. Квітень 1942 року.
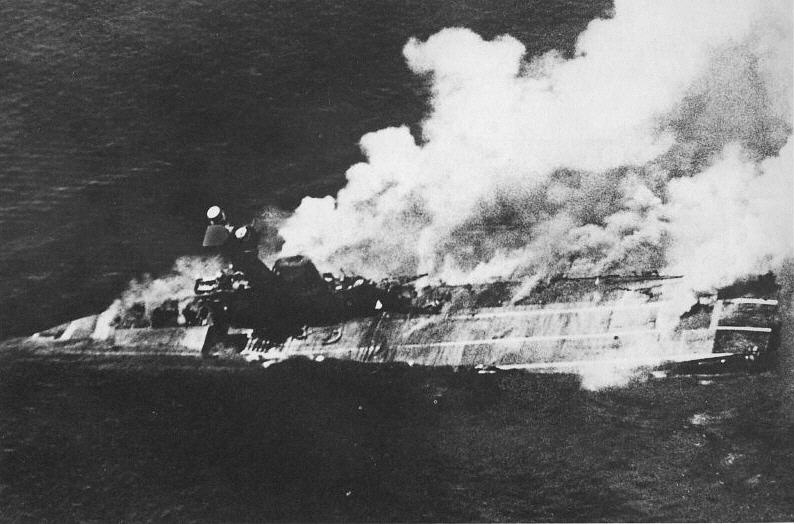
Загибель авіаносця «Гермес». 9 квітня 1942 року.
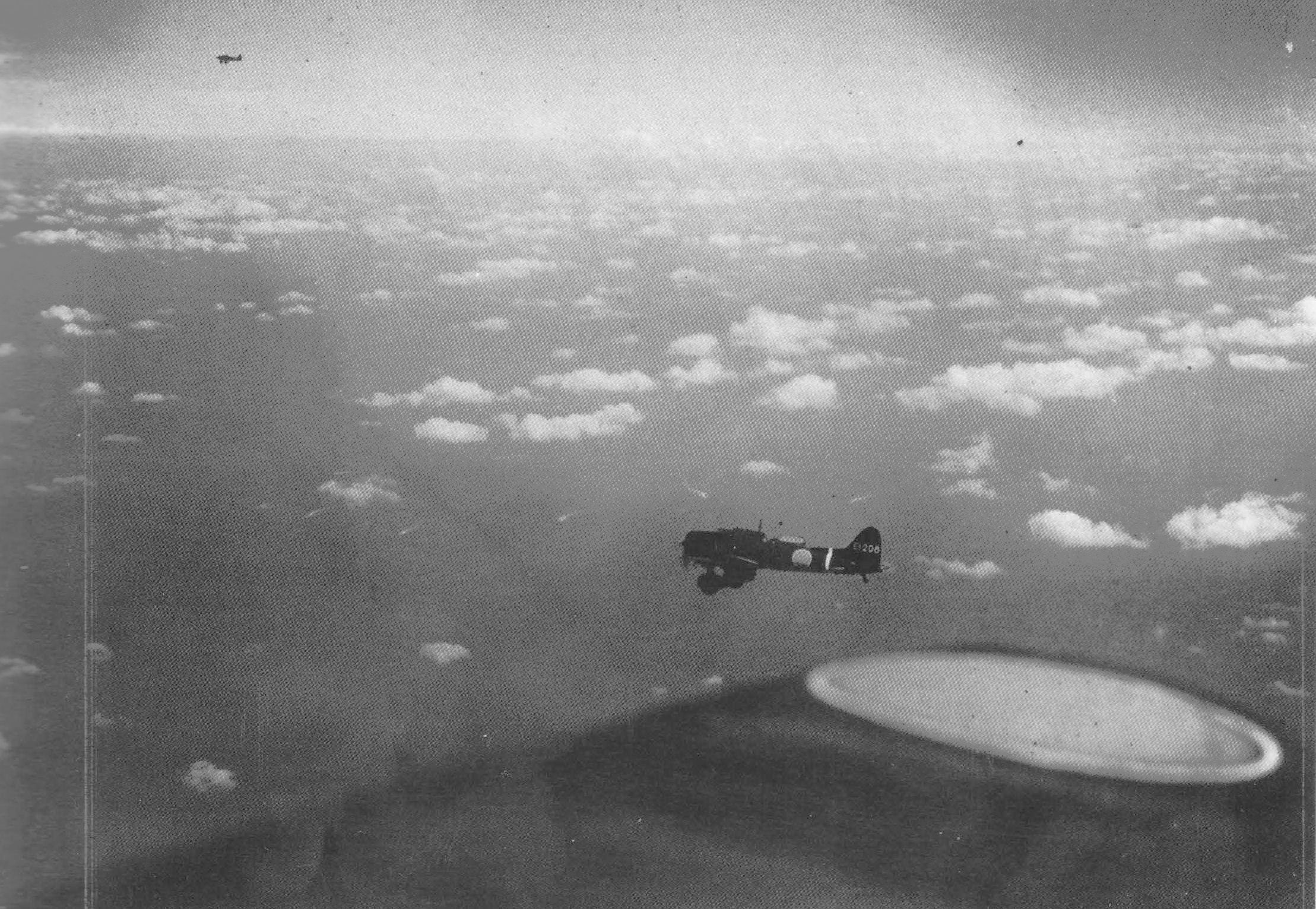
Пікіруючі бомбардувальники D3A авіагрупи «Дзуйкаку» під час битви в Кораловому морі. 7 травня 1942 року.
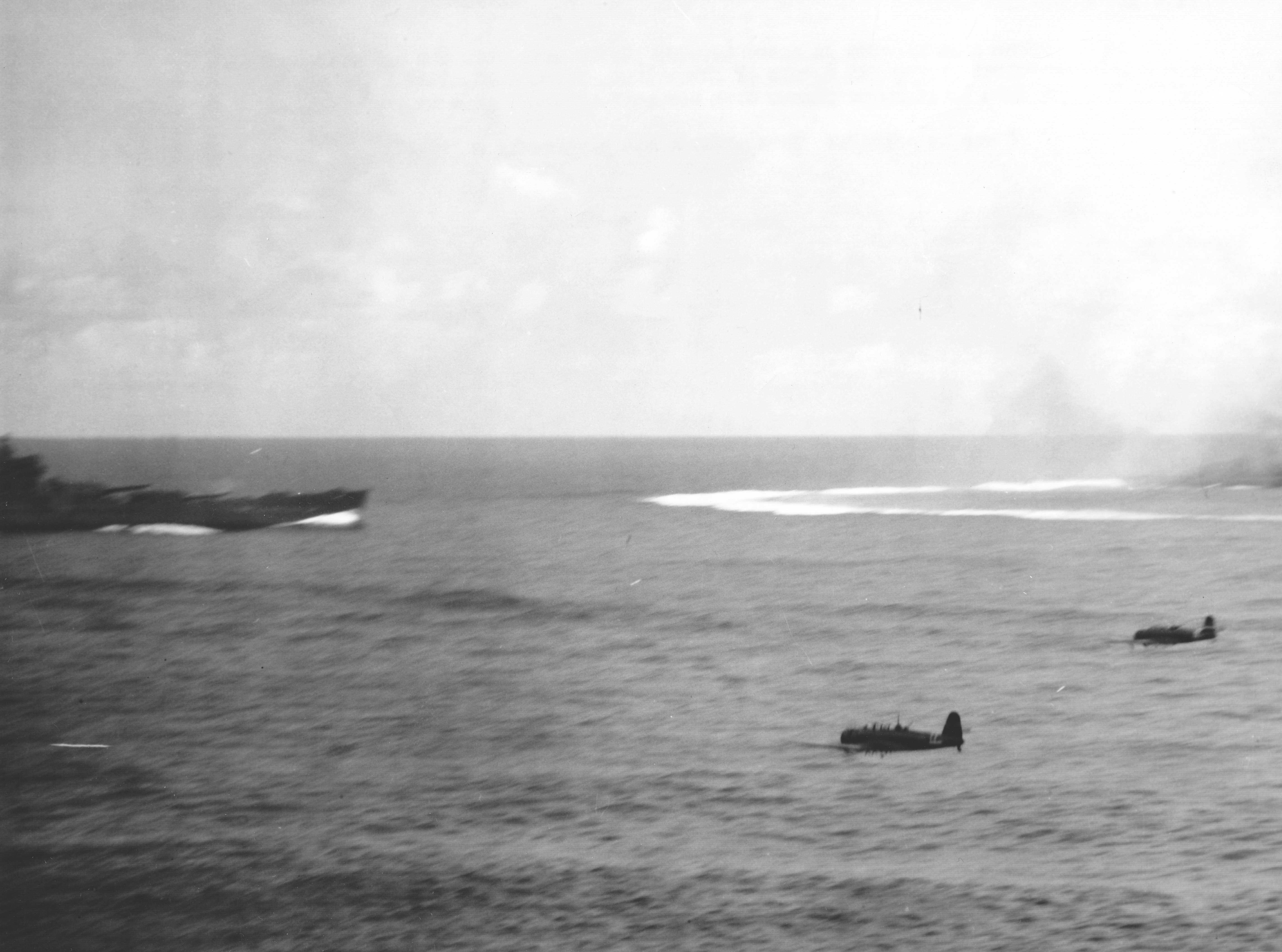
Торпедоносці B5N «Кейт» з «Дзуйкаку» атакують лінійний корабель «Саут Дакота». 26 жовтня 1942 року.
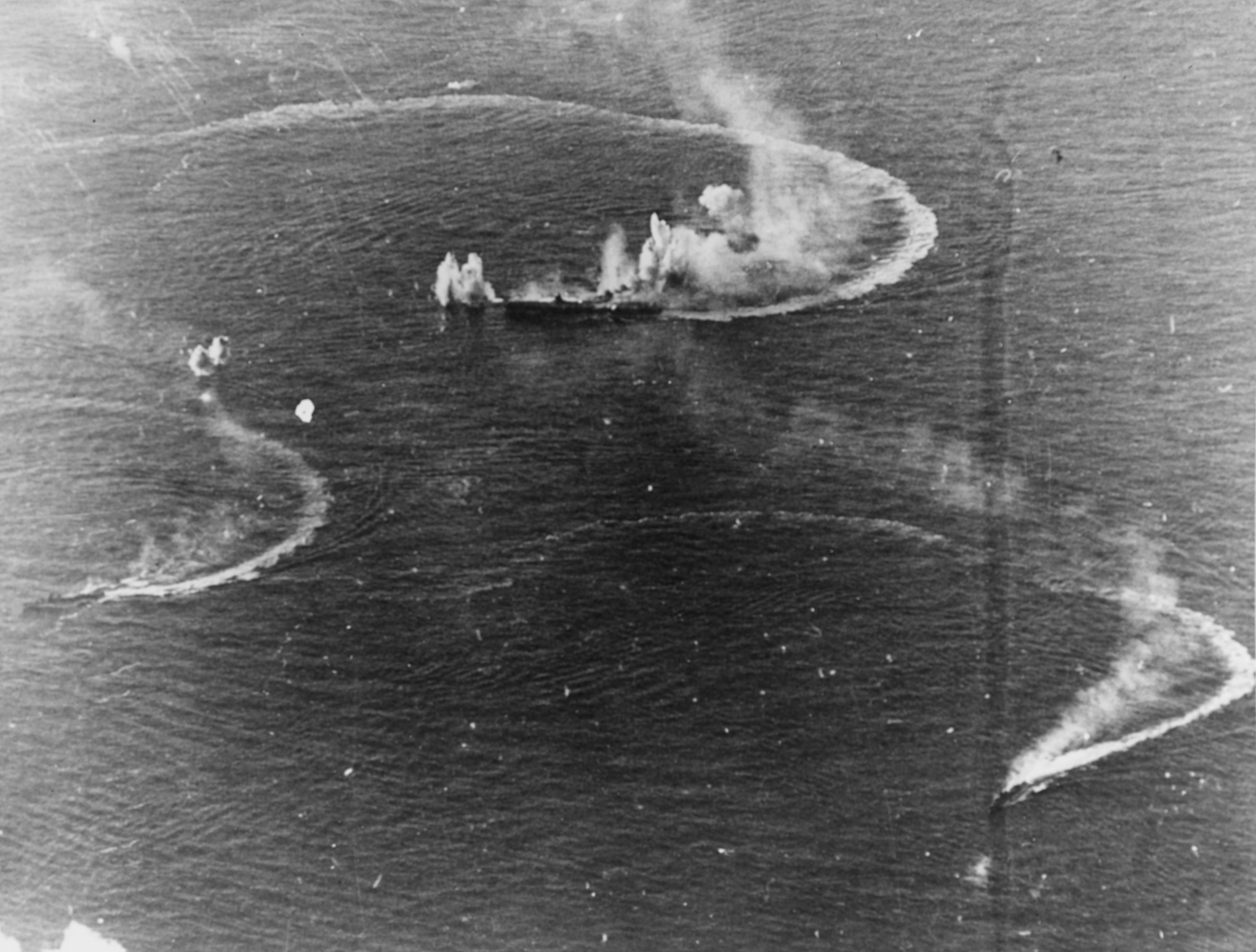
Авіаносець «Дзуйкаку» під ударом американської авіації в битві у Філіппінському морі. 20 червня 1944 року.
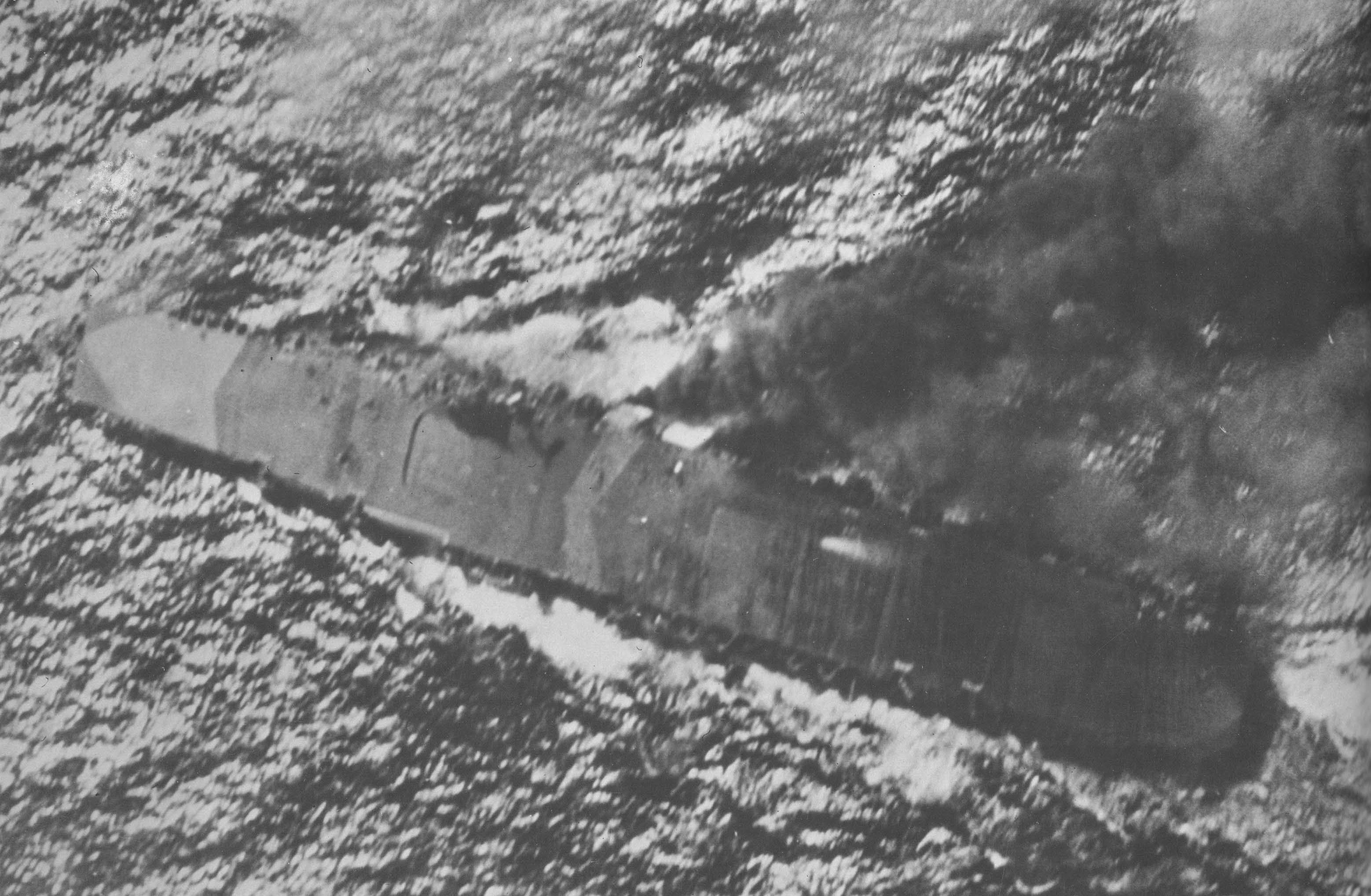
Авіаносець «Дзуйкаку» під час бою біля мису Енганьо. 25 жовтня 1944 року.
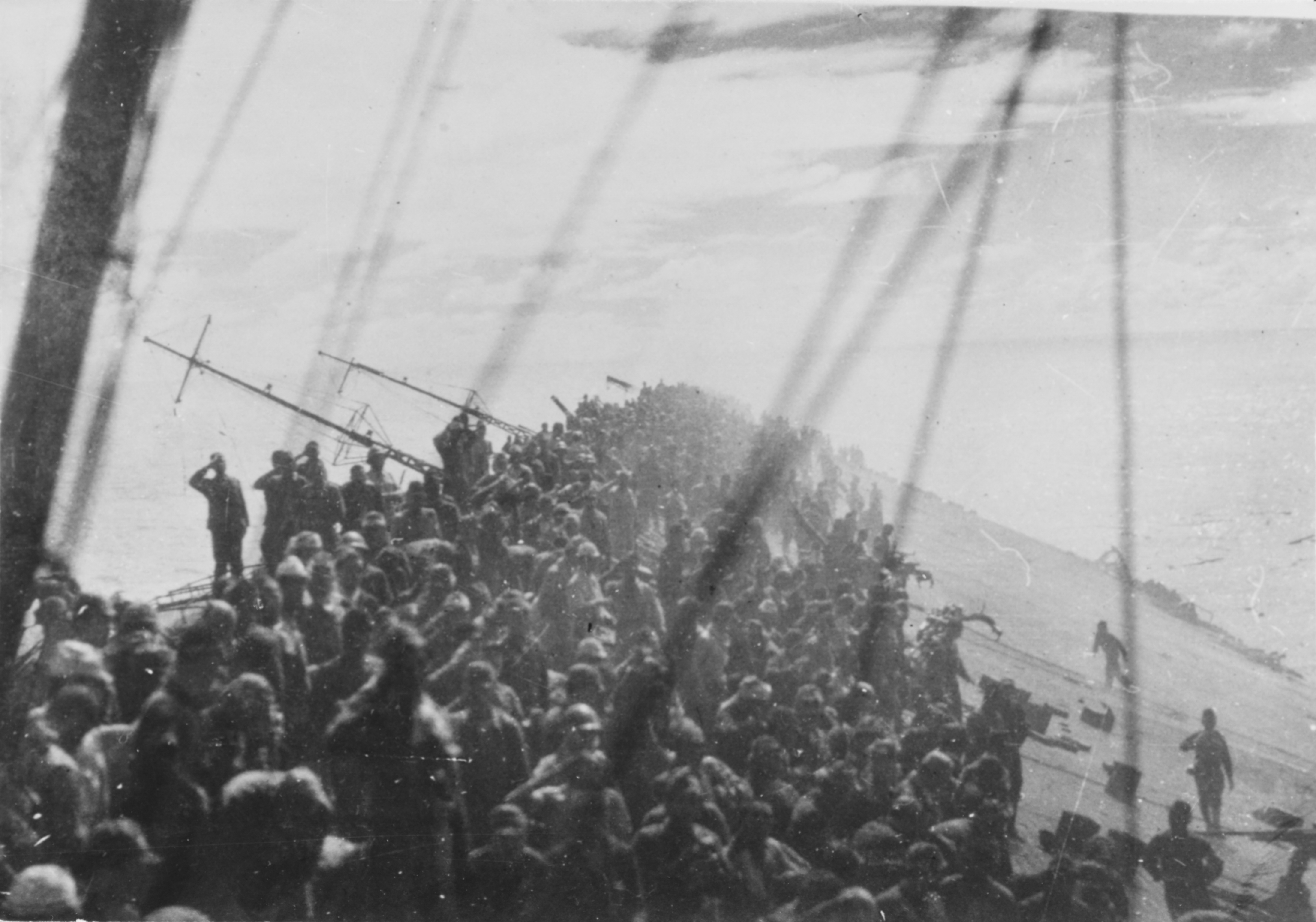
Команда авіаносця «Дзуйкаку» салютує при спуску прапора перед загибеллю корабля. 25 жовтня 1944 року.